# カ行変格活用
カ行変格活用（カぎょうへんかくかつよう）とは、日本語の口語文法および文語文法における動詞の活用のひとつである。活用語尾が、五十音図のカ行の音をもとにして、変則的な変化をする。縮めて「カ変」とも呼ぶ。この活用をするのは「来る」（文語では「来」、く）一語のみである。
この活用は他の活用と異なり、動詞全般にわたる規則を説明するものではなく、「来る」という語自体に見られる不規則性を記述したものである。「来る」が不規則になるのは日常的によく使われる語だからであり、使用頻度の高い語は歴史的に文法や音韻規則が変化していっても、それに従って形態を変化させることが嫌われることが多い。
外国人を対象にした日本語教育においてはサ行変格活用とともに『グループ3』と呼ばれる。

## カ行変格活用動詞の活用

### 来る（口語）
- 未然形-こ
- 連用形-き
- 終止形-くる
- 連体形-くる
- 仮定形-くれ
- 命令形-こい

### 来（文語）
- 未然形-こ
- 連用形-き
- 終止形-く
- 連体形-くる
- 已然形-くれ
- 命令形-こ、こよ